# Georgy Ushakov

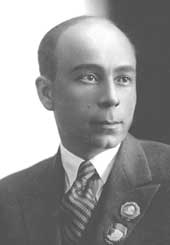
Georgy Ushakov

Georgy Alexeyevich Ushakov (em russo: Георгий Алексеевич Ушаков) (17 (30) de janeiro de 1901 – 3 de dezembro de 1963) foi um explorador soviético do Ártico.
Ushakov desbravou novas fronteiras ao pesquisar e explorar Severnaya Zemlya, juntamente com quatro outros exploradores do Ártico, estabelecendo que se tratava de um arquipélago. Ele foi homenageado com o título de Doutor em Ciências Geográficas em 1950.

## Carreira
Em 1926, Ushakov fundou o primeiro assentamento soviético na Ilha Wrangel (hoje chamado Ushakovskoye) e foi seu líder por três anos. Em 1930–1932, Ushakov liderou a expedição a Severnaya Zemlya e estabeleceu uma estação polar chamada Остров Домашний (Ilha Domashniy).

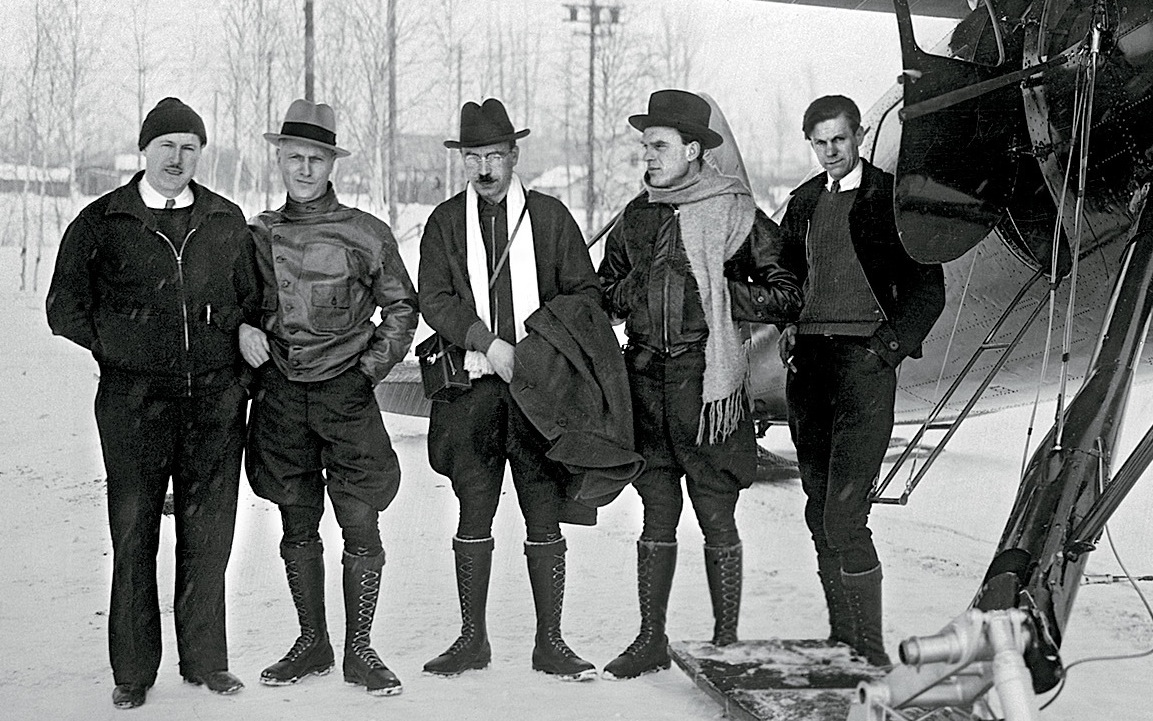
G. Ushakov (centro) no Alasca durante a missão de resgate da tripulação do SS Chelyuskin

Em 1929 e 1930, o quebra-gelo Sedov transportou grupos de cientistas para a Terra de Francisco José e, posteriormente, para a então Terra do Imperador Nicolau II, a última grande área não mapeada no Ártico soviético. Em 1926, o Presidium do Comitê Executivo Central da URSS renomeou a ainda não totalmente explorada terra como Severnaya Zemlya (Terra do Norte). Este arquipélago foi completamente mapeado sob a liderança de Ushakov, juntamente com o geólogo Nikolay Urvantsev, o topógrafo Sergei Zhuravlev e o operador de rádio Vasily Khodov, durante uma expedição realizada entre 1930 e 1932. Esta expedição permitiu eliminar enormes "espaços em branco" no mapa do Ártico. As características geográficas da região foram nomeadas em homenagem a organizações, eventos e personalidades comunistas. Sobre a desolação de Severnaya Zemlya, Ushakov escreveu:

Eu vi a desolada Península de Chukotka, a Ilha Wrangel assolada por nevascas, visitei duas vezes a Nova Zembla envolta em neblina e vi a Terra de Francisco José com seu céu esmaltado e falésias orgulhosas vestidas de azul, correntes glaciares endurecidas, mas em nenhum lugar testemunhei tamanha severidade ou relevo tão deprimente e sem vida...
Em 1935, Ushakov liderou a primeira expedição soviética de alta latitude em um quebra-gelo, o Sadko. As viagens do Sadko foram mais ao norte do que a maioria; em 1935 e 1936, as últimas áreas inexploradas no norte do Mar de Kara foram examinadas e a pequena Ilha Ushakov foi descoberta. Em 1937, o navio ficou preso no gelo com outros dois e foi forçado a passar o inverno no Mar de Laptev, adicionando valiosas observações de inverno às usuais de verão.
Entre 1932 e 1936, Georgy Ushakov trabalhou na Direção Principal da Rota do Mar do Norte (Главное Управление Северного Морского Пути). Em seguida, trabalhou na Direção Principal do Serviço Hidrometeorológico da URSS (1936–1940) e na Academia de Ciências Soviética (1940–1958).
Ushakov morreu em Moscou, mas foi enterrado na Ilha Domashniy, em Severnaya Zemlya.

## Homenagens
Montanhas na Antártica, uma restinga e um cabo na Ilha Wrangel, bem como um rio na Ilha da Revolução de Outubro, levam o nome de Ushakov. Mas talvez a maior honra tenha sido a Ilha Ushakov, que foi a última porção de território inexplorado no Ártico russo, e que foi nomeada em sua homenagem.

### Medalhas
- Ushakov foi condecorado com a Ordem de Lenin, além de outras duas ordens e diversas medalhas.